# ELF 2022
Die ELF 2022 war die zweite Saison der European League of Football, einer professionalisierten Liga für American Football. An der Liga nahmen zwölf Mannschaften aus fünf europäischen Ländern teil. Die Saison startete am 4. Juni 2022 und endete mit dem Finale, dem ELF Championship Game 2022 am 25. September 2022 im Wörthersee Stadion im österreichischen Klagenfurt am Wörthersee. Meister wurden die Vienna Vikings, die im Finale die Hamburg Sea Devils mit 27:15 besiegten.

## Saisonverlauf
Die zwei österreichischen Expansionsteams, welche schon zuvor als zwei der stärksten Teams Europas gegolten hatten, gehörten auf Anhieb zu den stärksten Teams der Liga. Die Vienna Vikings gewannen mit 10 Siegen und 2 Niederlagen die Central Conference, die Raiders Tirol qualifizierten sich mit 8-4 als bester Conference-Zweiter für die Play-offs. Überraschend stark waren die Barcelona Dragons, die mit 8-4 die Southern Conference gewannen. Die Vorjahresfinalisten Hamburg Sea Devils waren bestes Team der Regular Season und gewannen die Northern Conference. Dagegen konnte sich der Vorjahresmeister Frankfurt Galaxy nicht für die Play-offs qualifizieren. Der dritte Neuling, Rhein Fire, erhielt sich bis zum letzten Spieltag die Play-off-Chancen und konnte am meisten Zuschauer anziehen: über 12000 besuchten das Heimspiel gegen Frankfurt. Im Vergleich zur Vorsaison stark verbessern konnte sich Berlin Thunder, das ebenfalls bis zum letzten Spieltag Play-off-Chancen hatte. Eher enttäuschend war dagegen das Auftreten des letzten Neulings, Istanbul Rams, der sich allerdings in der zweiten Saisonhälfte verbesserte und einen Überraschungssieg gegen die Dragons herausholen konnte. Die Stuttgart Surge konnten dagegen keinen einzigen Sieg erringen. 
Nach einem 39:12 im Halbfinale gegen die Dragons entschieden die Vienna Vikings auch das Championship Game 2022 gegen die Sea Devils mit 27:15 für sich.

## Teilnehmer und Modus
| Thunder |

| Kings |

| Sea Devils |

| Panthers |

| Galaxy |

| Vikings |

| Raiders |

| Surge |

| Centurions |

| Fire |

| Dragons |

| Rams |

Neben den bisherigen acht Mannschaften wurde die Liga um vier weitere Teams erweitert. Am 25. September 2021 wurden die Vienna Vikings, die Raiders Tirol sowie Rhein Fire als neue Franchises der Liga bekanntgegeben. Am 15. Oktober 2021 wurde die Teilnahme der Istanbul Rams bekannt gegeben.
Die Mannschaften waren in drei Conferences aufgeteilt – Central, Northern und Southern. Die Northern Conference entspricht dabei der Division North des Vorjahrs. Die vorige Division South wurde mit den neuen Mannschaften in die Conferences Central und South aufgeteilt.
In der ersten Phase der Saison, der regular season, spielten die Mannschaften jeweils zu Hause und Auswärts gegen jede Mannschaften ihrer regionalen Conference. Dazu kamen Heim- und Auswärtsspiele gegen drei Gegner anderer Conferences, sogenannte Interconference Games. Jede Mannschaft absolvierte damit zwölf Spiele.
Die drei Sieger der Conferences sowie die beste zweitplatzierte Mannschaft qualifizierten sich für die Playoffs.

### Teilnehmer
| Mannschaft          | Spielort            | Stadion                         | Kapazität           | Head Coach                                            | Saison 2021         |
| Northern Conference | Northern Conference | Northern Conference             | Northern Conference | Northern Conference                                   | Northern Conference |
| ------------------- | ------------------- | ------------------------------- | ------------------- | ----------------------------------------------------- | ------------------- |
| Berlin Thunder      | Berlin              | Friedrich-Ludwig-Jahn-Sportpark | 19.708              | Johnny Schmuck                                        | 3–7                 |
| Panthers Wrocław    | Breslau             | Olympiastadion Breslau          | 11.000              | Kuba Samel                                            | 6–4, Halbfinale     |
| Hamburg Sea Devils  | Hamburg             | Stadion Hoheluft                | 08.000              | Charles Jones                                         | 7–3, Finale         |
| Leipzig Kings       | Leipzig             | Bruno-Plache-Stadion (*)        | 12.300              | Fred Armstrong                                        | 5–5                 |
| Central Conference  |                     |                                 |                     |                                                       |                     |
| Frankfurt Galaxy    | Frankfurt am Main   | PSD Bank Arena                  | 12.542              | Thomas Kösling                                        | 9–1, Meister        |
| Raiders Tirol       | Innsbruck           | Tivoli Stadion Tirol            | 17.400              | Kevin Herron                                          | Meister AFL         |
| Stuttgart Surge     | Stuttgart           | Gazi-Stadion auf der Waldau     | 11.408              | Martin Hanselmann (bis 20. Juli 2022) George Streeter | 2–8                 |
| Vienna Vikings      | Wien                | Generali Arena (+)              | 17.565              | Chris Calaycay                                        | Finale AFL          |
| Southern Conference |                     |                                 |                     |                                                       |                     |
| Rhein Fire          | Duisburg            | Schauinsland-Reisen-Arena       | 31.500              | Jim Tomsula                                           | –                   |
| Istanbul Rams       | Istanbul            | Maltepe-Hasan-Polat-Stadion     | 05.000              | Val Gunn (bis 29. Juni 2022) Matt Lawson              | –                   |
| Cologne Centurions  | Köln                | Südstadion                      | 11.748              | Frank Roser                                           | 5–5, Halbfinale     |
| Barcelona Dragons   | Reus                | Estadi Municipal de Reus        | 04.700              | Andrew Weidinger                                      | 3–7                 |

## Neuerungen
Die Regeln der ELF basieren im Allgemeinen auf jenen der NFL. Mit Beginn der Saison änderte sie jedoch die Kick-Off-Regeln. Die beiden gegnerischen Reihen stehen sich dabei im Abstand von fünf Yards gegenüber. Ausgenommen sind der Kicker und der Returner. Sobald der Returner den Ball hat oder drei Sekunden nachdem der Ball den Boden berührt hat, dürfen sich alle Spieler bewegen. Die Regelung soll die Spieler schützen, indem Kollisionen in hohem Tempo vermieden werden und ähnelt der Kickoff-Regel der XFL.
Zur Saison 2022 wurde der bereits beim ELF Championship Game 2021 angewandte Videobeweis (Instant Replay) für alle Spiele eingeführt. Wie in der NFL kann das Coachingteam dabei pro Halbzeit bis zu zwei Entscheidungen der Schiedsrichter anfechten (Challenge).
Die maximale Zahl der Spieler aus dem europäischen Ausland wurde von zehn auf acht gesenkt. Die Zahl der sogenannten Importspieler aus den USA, Kanada, Mexiko und Japan war wie bisher auf vier begrenzt.
Zur besseren Kommunikation zwischen Spielern und Ligaleitung wurde das Players Committee eingerichtet. Dieses besteht aus je zwei Spielern pro Franchise. Zuvor hatte es Diskussionen über die Unterbringung der „Import“-Spieler der Frankfurt Galaxy in der Saison 2021 und es gab die anonyme Ankündigung der Gründung einer Spielergewerkschaft nach US-amerikanischen Muster.

## Regular Season

### Übersicht
| ↓ Heim Auswärts →  | Northern Conference | Northern Conference | Northern Conference | Northern Conference | Central Conference | Central Conference | Central Conference | Central Conference | Southern Conference | Southern Conference | Southern Conference | Southern Conference |
| ↓ Heim Auswärts →  | BTH                 | HSD                 | LKG                 | WPA                 | FGY                | RAI                | SRG                | VIK                | BDR                 | CCE                 | IST                 | RHF                 |
| ------------------ | ------------------- | ------------------- | ------------------- | ------------------- | ------------------ | ------------------ | ------------------ | ------------------ | ------------------- | ------------------- | ------------------- | ------------------- |
| Berlin Thunder     | •                   | 17:39               | 15:19               | 31:25               | •                  | 10:37              | •                  | •                  | •                   | 39:29               | 41:07               | •                   |
| Hamburg Sea Devils | 43:18               | •                   | 59:0                | 17:0                | •                  | •                  | •                  | •                  | 21:24               | •                   | 29:26               | 42:15               |
| Leipzig Kings      | 22:33               | 00:14               | •                   | 37:41               | •                  | 14:56              | 28:22              | •                  | •                   | •                   | •                   | 17:28               |
| Panthers Wrocław   | 12:29               | 23:26               | 34:27               | •                   | 29:30              | •                  | 34:0               | 42: 6              | •                   | •                   | •                   | •                   |
| Frankfurt Galaxy   | •                   | •                   | •                   | 47:13               | •                  | 36:33              | 37:13              | 42:08              | •                   | 46:14               | •                   | 26:29               |
| Raiders Tirol      | 28:16               | •                   | 37:06               | •                   | 23:17              | •                  | 44:03              | 23:29              | •                   | 45:20               | •                   | •                   |
| Stuttgart Surge    | •                   | •                   | 00:38               | 25:28               | 20:26              | 00:33              | •                  | 00:41              | 09:38               | •                   | •                   | •                   |
| Vienna Vikings     | •                   | •                   | •                   | 30:06               | 30:10              | 29:13              | 42:13              | •                  | 24:18               | •                   | 37:22               | •                   |
| Barcelona Dragons  | •                   | 21:24               | •                   | •                   | •                  | •                  | 62:08              | 20:27              | •                   | 34:32               | 41:07               | 33:23               |
| Cologne Centurions | 07:34               | •                   | •                   | •                   | 12:48              | 49:46              | •                  | •                  | 15:37               | •                   | 40:38               | 37:59               |
| Istanbul Rams      | 14:38               | 00:70               | •                   | •                   | •                  | •                  | •                  | 00:49              | 22:19               | 30:43               | •                   | 32:50               |
| Rhein Fire         | •                   | 16:40               | 31:34               | •                   | 23:21              | •                  | •                  | •                  | 13:17               | 17:03               | 42:12               | •                   |

### Spielplan
Der Spielplan wurde am 14. Februar 2022 veröffentlicht. In Woche 10 (Anfang August) legte die Liga eine Spielpause ein.
| Woche 1      | Woche 1  | Woche 1            | Woche 1 | Woche 1           |
| Datum        | Div.     | Heimteam           | Erg.    | Auswärtsteam      |
| ------------ | -------- | ------------------ | ------- | ----------------- |
| 4. Juni 2022 | Southern | Cologne Centurions | 40:38   | Istanbul Rams     |
| 5. Juni 2022 | IC       | Frankfurt Galaxy   | 26:29   | Rhein Fire        |
| 5. Juni 2022 | IC       | Stuttgart Surge    | 09:38   | Barcelona Dragons |
| 5. Juni 2022 | Northern | Panthers Wrocław   | 34:27   | Leipzig Kings     |
| 5. Juni 2022 | Northern | Hamburg Sea Devils | 43:18   | Berlin Thunder    |
| 5. Juni 2022 | Central  | Raiders Tirol      | 23:29   | Vienna Vikings    |

| Woche 2       | Woche 2 | Woche 2            | Woche 2 | Woche 2           |
| Datum         | Div.    | Heimteam           | Erg.    | Auswärtsteam      |
| ------------- | ------- | ------------------ | ------- | ----------------- |
| 11. Juni 2022 | IC      | Cologne Centurions | 49:46   | Raiders Tirol     |
| 11. Juni 2022 | IC      | Berlin Thunder     | 41:07   | Istanbul Rams     |
| 12. Juni 2022 | IC      | Leipzig Kings      | 17:28   | Rhein Fire        |
| 12. Juni 2022 | IC      | Stuttgart Surge    | 25:28   | Panthers Wrocław  |
| 12. Juni 2022 | IC      | Hamburg Sea Devils | 21:24   | Barcelona Dragons |
| 12. Juni 2022 | Central | Vienna Vikings     | 30:10   | Frankfurt Galaxy  |

| Woche 3       | Woche 3  | Woche 3           | Woche 3 | Woche 3            |
| Datum         | Div.     | Heimteam          | Erg.    | Auswärtsteam       |
| ------------- | -------- | ----------------- | ------- | ------------------ |
| 18. Juni 2022 | Northern | Leipzig Kings     | 00:14   | Hamburg Sea Devils |
| 18. Juni 2022 | Southern | Barcelona Dragons | 34:32   | Cologne Centurions |
| 19. Juni 2022 | Southern | Rhein Fire        | 42:12   | Istanbul Rams      |
| 19. Juni 2022 | Central  | Vienna Vikings    | 42:13   | Stuttgart Surge    |
| 19. Juni 2022 | IC       | Frankfurt Galaxy  | 47:13   | Panthers Wrocław   |
| 19. Juni 2022 | IC       | Raiders Tirol     | 28:16   | Berlin Thunder     |

| Woche 4       | Woche 4  | Woche 4            | Woche 4  | Woche 4            |
| Datum         | Div.     | Heimteam           | Erg.     | Auswärtsteam       |
| ------------- | -------- | ------------------ | -------- | ------------------ |
| 25. Juni 2022 | IC       | Cologne Centurions | 12:48    | Frankfurt Galaxy   |
| 25. Juni 2022 | IC       | Istanbul Rams      | 00:49    | Vienna Vikings     |
| 26. Juni 2022 | Northern | Panthers Wrocław   | 23:26 OT | Hamburg Sea Devils |
| 26. Juni 2022 | Northern | Berlin Thunder     | 15:19    | Leipzig Kings      |
| 26. Juni 2022 | Central  | Stuttgart Surge    | 00:33    | Raiders Tirol      |
| 26. Juni 2022 | Southern | Rhein Fire         | 13:17    | Barcelona Dragons  |

| Woche 5      | Woche 5  | Woche 5            | Woche 5 | Woche 5          |
| Datum        | Div.     | Heimteam           | Erg.    | Auswärtsteam     |
| ------------ | -------- | ------------------ | ------- | ---------------- |
| 2. Juli 2022 | Southern | Barcelona Dragons  | 41:07   | Istanbul Rams    |
| 2. Juli 2022 | IC       | Cologne Centurions | 07:34   | Berlin Thunder   |
| 3. Juli 2022 | IC       | Hamburg Sea Devils | 42:15   | Rhein Fire       |
| 3. Juli 2022 | IC       | Vienna Vikings     | 30:06   | Panthers Wrocław |
| 3. Juli 2022 | IC       | Leipzig Kings      | 28:22   | Stuttgart Surge  |
| 3. Juli 2022 | Central  | Raiders Tirol      | 23:17   | Frankfurt Galaxy |

| Woche 6       | Woche 6  | Woche 6           | Woche 6  | Woche 6            |
| Datum         | Div.     | Heimteam          | Erg.     | Auswärtsteam       |
| ------------- | -------- | ----------------- | -------- | ------------------ |
| 9. Juli 2022  | IC       | Istanbul Rams     | 00:70    | Hamburg Sea Devils |
| 9. Juli 2022  | IC       | Barcelona Dragons | 20:27    | Vienna Vikings     |
| 10. Juli 2022 | IC       | Raiders Tirol     | 37:06    | Leipzig Kings      |
| 10. Juli 2022 | Northern | Berlin Thunder    | 31:25 OT | Panthers Wrocław   |
| 10. Juli 2022 | Central  | Stuttgart Surge   | 20:26 OT | Frankfurt Galaxy   |
| 10. Juli 2022 | Southern | Rhein Fire        | 17:03    | Cologne Centurions |

| Woche 7       | Woche 7   | Woche 7                                                                                         | Woche 7                                                                                         | Woche 7                                                                                         |
| Datum         | Div.      | Heimteam                                                                                        | Erg.                                                                                            | Auswärtsteam                                                                                    |
| ------------- | --------- | ----------------------------------------------------------------------------------------------- | ----------------------------------------------------------------------------------------------- | ----------------------------------------------------------------------------------------------- |
| 17. Juli 2022 | Northern  | Leipzig Kings                                                                                   | 22:33                                                                                           | Berlin Thunder                                                                                  |
| 17. Juli 2022 | IC        | Frankfurt Galaxy                                                                                | 46:14                                                                                           | Cologne Centurions                                                                              |
| 17. Juli 2022 | IC        | Panthers Wrocław                                                                                | 34:0                                                                                            | Stuttgart Surge                                                                                 |
| Spielfrei     | Spielfrei | Barcelona Dragons, Hamburg Sea Devils, Istanbul Rams, Raiders Tirol, Rhein Fire, Vienna Vikings | Barcelona Dragons, Hamburg Sea Devils, Istanbul Rams, Raiders Tirol, Rhein Fire, Vienna Vikings | Barcelona Dragons, Hamburg Sea Devils, Istanbul Rams, Raiders Tirol, Rhein Fire, Vienna Vikings |

| Woche 8       | Woche 8   | Woche 8                                                                                                | Woche 8                                                                                                | Woche 8                                                                                                |
| Datum         | Div.      | Heimteam                                                                                               | Erg.                                                                                                   | Auswärtsteam                                                                                           |
| ------------- | --------- | --- | --- | --- |
| 23. Juli 2022 | Southern  | Istanbul Rams                                                                                          | 22:19                                                                                                  | Barcelona Dragons                                                                                      |
| 24. Juli 2022 | IC        | Rhein Fire                                                                                             | 16:40                                                                                                  | Hamburg Sea Devils                                                                                     |
| 24. Juli 2022 | Central   | Vienna Vikings                                                                                         | 29:13                                                                                                  | Raiders Tirol                                                                                          |
| Spielfrei     | Spielfrei | Berlin Thunder, Cologne Centurions, Frankfurt Galaxy, Leipzig Kings, Panthers Wrocław, Stuttgart Surge | Berlin Thunder, Cologne Centurions, Frankfurt Galaxy, Leipzig Kings, Panthers Wrocław, Stuttgart Surge | Berlin Thunder, Cologne Centurions, Frankfurt Galaxy, Leipzig Kings, Panthers Wrocław, Stuttgart Surge |

| Woche 9       | Woche 9  | Woche 9            | Woche 9  | Woche 9            |
| Datum         | Div.     | Heimteam           | Erg.     | Auswärtsteam       |
| ------------- | -------- | ------------------ | -------- | ------------------ |
| 30. Juli 2022 | Southern | Barcelona Dragons  | 33:23    | Rhein Fire         |
| 31. Juli 2022 | Central  | Stuttgart Surge    | 0:41     | Vienna Vikings     |
| 31. Juli 2022 | IC       | Panthers Wrocław   | 29:30    | Frankfurt Galaxy   |
| 31. Juli 2022 | IC       | Hamburg Sea Devils | 29:26 OT | Istanbul Rams      |
| 31. Juli 2022 | IC       | Leipzig Kings      | 14:56    | Raiders Tirol      |
| 31. Juli 2022 | IC       | Berlin Thunder     | 39:29    | Cologne Centurions |

| Woche 10          | Woche 10                    | Woche 10                    | Woche 10                    | Woche 10                    |
| Datum             | Div.                        | Heimteam                    | Erg.                        | Auswärtsteam                |
| ----------------- | --------------------------- | --------------------------- | --------------------------- | --------------------------- |
| 6./7. August 2022 | Alle Mannschaften spielfrei | Alle Mannschaften spielfrei | Alle Mannschaften spielfrei | Alle Mannschaften spielfrei |

| Woche 11        | Woche 11 | Woche 11           | Woche 11 | Woche 11          |
| Datum           | Div.     | Heimteam           | Erg.     | Auswärtsteam      |
| --------------- | -------- | ------------------ | -------- | ----------------- |
| 13. August 2022 | Southern | Cologne Centurions | 15:37    | Barcelona Dragons |
| 13. August 2022 | Southern | Istanbul Rams      | 32:50    | Rhein Fire        |
| 14. August 2022 | Northern | Hamburg Sea Devils | 59:0     | Leipzig Kings     |
| 14. August 2022 | Northern | Panthers Wrocław   | 12:29    | Berlin Thunder    |
| 14. August 2022 | Central  | Frankfurt Galaxy   | 42:08    | Vienna Vikings    |
| 14. August 2022 | Central  | Raiders Tirol      | 44:03    | Stuttgart Surge   |

| Woche 12        | Woche 12 | Woche 12          | Woche 12 | Woche 12           |
| Datum           | Div.     | Heimteam          | Erg.     | Auswärtsteam       |
| --------------- | -------- | ----------------- | -------- | ------------------ |
| 20. August 2022 | IC       | Barcelona Dragons | 62:08    | Stuttgart Surge    |
| 21. August 2022 | IC       | Vienna Vikings    | 37:22    | Istanbul Rams      |
| 21. August 2022 | IC       | Raiders Tirol     | 45:20    | Cologne Centurions |
| 21. August 2022 | IC       | Rhein Fire        | 23:21    | Frankfurt Galaxy   |
| 21. August 2022 | Northern | Berlin Thunder    | 17:39    | Hamburg Sea Devils |
| 21. August 2022 | Northern | Leipzig Kings     | 37:41    | Panthers Wrocław   |

| Woche 13        | Woche 13 | Woche 13           | Woche 13 | Woche 13          |
| Datum           | Div.     | Heimteam           | Erg.     | Auswärtsteam      |
| --------------- | -------- | ------------------ | -------- | ----------------- |
| 27. August 2022 | Southern | Cologne Centurions | 37:59    | Rhein Fire        |
| 27. August 2022 | IC       | Istanbul Rams      | 14:38    | Berlin Thunder    |
| 28. August 2022 | IC       | Vienna Vikings     | 24:18    | Barcelona Dragons |
| 28. August 2022 | IC       | Stuttgart Surge    | 00:38    | Leipzig Kings     |
| 28. August 2022 | Central  | Frankfurt Galaxy   | 36:33    | Raiders Tirol     |
| 28. August 2022 | Northern | Hamburg Sea Devils | 17:0     | Panthers Wrocław  |

| Woche 14          | Woche 14 | Woche 14          | Woche 14 | Woche 14           |
| Datum             | Div.     | Heimteam          | Erg.     | Auswärtsteam       |
| ----------------- | -------- | ----------------- | -------- | ------------------ |
| 3. September 2022 | Southern | Istanbul Rams     | 30:43    | Cologne Centurions |
| 3. September 2022 | IC       | Barcelona Dragons | 21:24    | Hamburg Sea Devils |
| 4. September 2022 | IC       | Berlin Thunder    | 10:37    | Raiders Tirol      |
| 4. September 2022 | IC       | Rhein Fire        | 31:34    | Leipzig Kings      |
| 4. September 2022 | IC       | Panthers Wrocław  | 42: 6    | Vienna Vikings     |
| 4. September 2022 | Central  | Frankfurt Galaxy  | 37:13    | Stuttgart Surge    |

Legende:
Spiele der Northern Conference,
Spiele der Central Conference,
Spiele der Southern Conference,
Spiele zwischen den Conferences (Interconference)

### Tabellen
|    | Team               | S  | N | SQ    | P+  | P−  | Diff | CONF | Serie |
| -- | ------------------ | -- | - | ----- | --- | --- | ---- | ---- | ----- |
| 1. | Hamburg Sea Devils | 11 | 1 | 0,917 | 424 | 160 | +264 | 6:0  | 10S   |
| 2. | Berlin Thunder     | 07 | 5 | 0,583 | 321 | 282 | 0+39 | 3:3  | 01N   |
| 3. | Panthers Wrocław   | 05 | 7 | 0,417 | 287 | 305 | 0−18 | 2:4  | 01S   |
| 4. | Leipzig Kings      | 04 | 8 | 0,333 | 242 | 370 | −128 | 1:5  | 02S   |

|    | Team             | S  | N  | SQ    | P+  | P−  | Diff | CONF | Serie |
| -- | ---------------- | -- | -- | ----- | --- | --- | ---- | ---- | ----- |
| 1. | Vienna Vikings   | 10 | 02 | 0,833 | 352 | 209 | +143 | 5:1  | 01N   |
| 2. | Raiders Tirol    | 08 | 04 | 0,667 | 418 | 229 | +189 | 3:3  | 01S   |
| 3. | Frankfurt Galaxy | 08 | 04 | 0,667 | 386 | 247 | +139 | 4:2  | 02S   |
| 4. | Stuttgart Surge  | 0  | 12 | 0,000 | 113 | 451 | −338 | 0:6  | 12N   |

|    | Team               | S  | N  | SQ    | P+  | P−  | Diff | CONF | Serie |
| -- | ------------------ | -- | -- | ----- | --- | --- | ---- | ---- | ----- |
| 1. | Barcelona Dragons  | 08 | 04 | 0,667 | 364 | 225 | +139 | 5:1  | 2N    |
| 2. | Rhein Fire         | 07 | 05 | 0,583 | 346 | 314 | 0+32 | 4:2  | 1N    |
| 3. | Cologne Centurions | 03 | 09 | 0,250 | 301 | 473 | −172 | 2:4  | 1S    |
| 4. | Istanbul Rams      | 01 | 11 | 0,083 | 210 | 499 | −289 | 1:5  | 5N    |

Legende:

Sieger der Conference und Qualifikation für Play-offs.

Qualifikation für Play-offs als bester Zweitplatzierter.

Abkürzungen:

Siege, Niederlagen, SQ Siegquote, P+ erzielte Punkte, P− gegnerische Punkte, Diff Punktdifferenz, CONF Sieg-Niederlagen-Verhältnis innerhalb der Conference, Serie Gewonnene/verlorene Spiele in Folge.

Tie-Break-Regeln:
Hatten zwei oder mehr Teams innerhalb einer Conference die gleiche Siegquote, wurde die Platzierung nach folgenden Kriterien ermittelt:
1. Anzahl der Siege
2. Direkter Vergleich
3. Punktedifferenz im direkten Vergleich
4. Erzielte Auswärtspunkte im direkten Vergleich
5. Punktedifferenz insgesamt
6. Erzielte Punkte insgesamt
7. Erzielte Auswärtspunkte insgesamt
8. Münzwurf

Für die Bestimmung der Platzierung über mehrere Conferences hinweg (z. B. zur Bestimmung der Play-offs Reihenfolge oder zur Ermittlung des besten Zweitplatzierten) wurden ebenfalls diese Kriterien angewandt mit der Ergänzung, dass die Punkte 2 bis 4 nur angewandt wurden, wenn es zwischen jedem zu berücksichtigen Team ein Aufeinandertreffen gab. Bei der Überprüfung von Schritt zwei wurden Auswärtssiege stärker gewichtet als Heimsiege.

## Play-offs
|  | Halbfinale | Halbfinale         | Halbfinale |  |  | ELF Championship Game | ELF Championship Game | ELF Championship Game |
|  |            |                    |            |  |  |                       |                       |                       |
|  |            |                    |            |  |  |                       |                       |                       |
|  | 1          | Hamburg Sea Devils | 19         |  |  |                       |                       |                       |
|  | 4          | Raiders Tirol      | 7          |  |  |                       |                       |                       |
|  |            |                    |            |  |  | 1                     | Hamburg Sea Devils    | 15                    |
|  |            |                    |            |  |  | 2                     | Vienna Vikings        | 27                    |
|  | 2          | Vienna Vikings     | 39         |  |  |                       |                       |                       |
|  | 3          | Barcelona Dragons  | 12         |  |  |                       |                       |                       |
|  |            |                    |            |  |  |                       |                       |                       |

### Halbfinale
|                                    |                                      |  |                    |                          |               |  |                                                         |
|                                    | Hamburg 10. September 2022 14:45 Uhr |  | Hamburg Sea Devils | \| \| 19 : 7 \| \| \| \| | Raiders Tirol |  | Stadion Hoheluft Zuschauer: 3.158 Referee: Malte Scholz |
| (10:0, 0:7, 6:0, 3:0) Spielbericht | Hamburg 10. September 2022 14:45 Uhr |  | Hamburg Sea Devils |                          | Raiders Tirol |  | Stadion Hoheluft Zuschauer: 3.158 Referee: Malte Scholz |
|                                    | 19 : 7                               |  |                    |                          |               |  |                                                         |
|                                    |                                      |  |                    |                          |               |  |                                                         |

|                                      |                                   |  |                |                           |                   |  |                                                              |
|                                      | Wien 11. September 2022 14:45 Uhr |  | Vienna Vikings | \| \| 39 : 12 \| \| \| \| | Barcelona Dragons |  | Footballzentrum Ravelin Zuschauer: 900 Referee: W. Ratajczak |
| (7:0, 6:0, 16:0, 10:12) Spielbericht | Wien 11. September 2022 14:45 Uhr |  | Vienna Vikings |                           | Barcelona Dragons |  | Footballzentrum Ravelin Zuschauer: 900 Referee: W. Ratajczak |
|                                      | 39 : 12                           |  |                |                           |                   |  |                                                              |
|                                      |                                   |  |                |                           |                   |  |                                                              |

### Championship Game
|                                    |                                         |  | ELF Championship Game 2022 |                           |                |  |                                                                  |
|                                    | Klagenfurt 25. September 2022 14:45 Uhr |  | Hamburg Sea Devils         | \| \| 15 : 27 \| \| \| \| | Vienna Vikings |  | 28 Black Arena Zuschauer: 14.566 Referee: Krzystof Walentynowicz |
| (6:7, 0:10, 6:7, 3:3) Spielbericht | Klagenfurt 25. September 2022 14:45 Uhr |  | Hamburg Sea Devils         |                           | Vienna Vikings |  | 28 Black Arena Zuschauer: 14.566 Referee: Krzystof Walentynowicz |
|                                    | 15 : 27                                 |  |                            |                           |                |  |                                                                  |
|                                    |                                         |  |                            |                           |                |  |                                                                  |

## Statistiken und Auszeichnungen

### MVP of the week
| Woche             | Spieler              | Position           | Team               |
| ----------------- | -------------------- | ------------------ | ------------------ |
| 1                 | Flamur Simon         | Outside Linebacker | Cologne Centurions |
| 2                 | Zach Edwards         | Quarterback        | Barcelona Dragons  |
| 3                 | Matt Adam            | Quarterback        | Rhein Fire         |
| 4                 | Giovanni Nanguy      | Outside Linebacker | Hamburg Sea Devils |
| 5                 | Glen Toonga          | Runningback        | Hamburg Sea Devils |
| 6                 | Kyle Kitchens        | Defensive End      | Berlin Thunder     |
| 7                 | Joe Germinerio       | Quarterback        | Berlin Thunder     |
| 8                 | Isaiah Green         | Quarterback        | Istanbul Rams      |
| 9                 | Glen Toonga          | Runningback        | Hamburg Sea Devils |
| 10                | Bye Week             | Bye Week           | Bye Week           |
| 11                | Jadrian Clark        | Quarterback        | Rhein Fire         |
| 12                | Zach Edwards         | Quarterback        | Barcelona Dragons  |
| 13                | Nathaniel Robitaille | Wide Receiver      | Rhein Fire         |
| 14                | Gabriel Cunningham   | Quarterback        | Leipzig Kings      |
| Halbfinale        | Kasim Edebali        | Outside Linebacker | Hamburg Sea Devils |
| Championship Game | Kimi Linnainmaa      | Wide Receiver      | Vienna Vikings     |

### Individuelle Statistiken
| Kategorie                             | Rang | Athlet                      | Position | Team               | Spiele 1 | Statistik |
| ------------------------------------- | ---- | --------------------------- | -------- | ------------------ | -------- | --------- |
| Passing                               |      |                             |          |                    |          |           |
| Yards                                 | 1.   | Zach Edwards                | QB       | Barcelona Dragons  | 12       | 3.325     |
| Yards                                 | 2.   | Sean Shelton                | QB       | Raiders Tirol      | 12       | 3.135     |
| Touchdowns                            | 1.   | Zach Edwards                | QB       | Barcelona Dragons  | 12       | 36        |
| Touchdowns                            | 2.   | Sean Shelton                | QB       | Raiders Tirol      | 12       | 31        |
| Touchdowns                            | 2.   | Jakeb Sullivan              | QB       | Frankfurt Galaxy   | 11       | 31        |
| Komplettierungsquote                  | 1.   | Jakeb Sullivan              | QB       | Frankfurt Galaxy   | 11       | 66.31     |
| Komplettierungsquote                  | 2.   | Jadrian Clark               | QB       | Rhein Fire         | 06       | 64.43     |
| Interceptions                         | 1.   | Jan Weinreich               | QB       | Cologne Centurions | 11       | 14        |
| Interceptions                         | 2.   | Jackson Erdmann             | QB       | Vienna Vikings     | 12       | 13        |
| Interceptions                         | 2.   | Slade Jarman                | QB       | Panthers Wrocław   | 08       | 13        |
| Interceptions                         | 2.   | Dante Vandeven              | QB       | Stuttgart Surge    | 08       | 13        |
| Quarterback-Rating                    | 1.   | Jadrian Clark               | QB       | Rhein Fire         | 06       | 130.05    |
| Quarterback-Rating                    | 2.   | Jakeb Sullivan              | QB       | Frankfurt Galaxy   | 11       | 110.24    |
| Rushing                               |      |                             |          |                    |          |           |
| Yards                                 | 1.   | Glen Toonga                 | RB       | Hamburg Sea Devils | 12       | 1.468     |
| Yards                                 | 2.   | Jocques Crawford            | RB       | Berlin Thunder     | 12       | 1.088     |
| Laufversuche                          | 1.   | Glen Toonga                 | RB       | Hamburg Sea Devils | 12       | 257       |
| Laufversuche                          | 2.   | Jocques Crawford            | RB       | Berlin Thunder     | 12       | 242       |
| Touchdowns                            | 1.   | Glen Toonga                 | RB       | Hamburg Sea Devils | 12       | 21        |
| Touchdowns                            | 2.   | Jocques Crawford            | RB       | Berlin Thunder     | 12       | 09        |
| Receiving                             |      |                             |          |                    |          |           |
| Yards                                 | 1.   | Kyle Sweet                  | WR       | Barcelona Dragons  | 12       | 1.561     |
| Yards                                 | 2.   | Nathaniel Robitaille        | WR       | Rhein Fire         | 12       | 1.183     |
| Receptions                            | 1.   | Kyle Sweet                  | WR       | Barcelona Dragons  | 12       | 115       |
| Receptions                            | 2.   | Malik Stanley               | WR       | Panthers Wrocław   | 11       | 087       |
| Touchdowns                            | 1.   | Kyle Sweet                  | WR       | Barcelona Dragons  | 12       | 17        |
| Touchdowns                            | 1.   | Nathaniel Robitaille        | WR       | Rhein Fire         | 12       | 14        |
| Kicking                               |      |                             |          |                    |          |           |
| Field Goals                           | 1.   | Jonas Schenderlein          | K        | Berlin Thunder     | 12       | 18        |
| Field Goals                           | 1.   | Ryan Rimmler                | K        | Frankfurt Galaxy   | 12       | 18        |
| Längstes FG                           | 1.   | Jonas Schenderlein          | K        | Berlin Thunder     | 12       | 56        |
| Längstes FG                           | 2.   | Ryan Rimmler                | K        | Frankfurt Galaxy   | 12       | 55        |
| FG-Trefferquote 2                     | 1.   | Mehmet Furkan Sarikatipoğlu | K        | Istanbul Rams      | 12       | 76.92     |
| FG-Trefferquote 2                     | 2.   | Eric Schlomm                | K        | Hamburg Sea Devils | 12       | 70.59     |
| Extrapunkte                           | 1.   | Eric Schlomm                | K        | Hamburg Sea Devils | 12       | 48        |
| Extrapunkte                           | 2.   | Giorgio Tavecchio           | K        | Barcelona Dragons  | 12       | 39        |
| XP-Trefferquote 2                     | 1.   | Eric Schlomm                | K        | Hamburg Sea Devils | 12       | 88.89     |
| XP-Trefferquote 2                     | 2.   | Giorgio Tavecchio           | K        | Barcelona Dragons  | 12       | 84.78     |
| Defensive                             |      |                             |          |                    |          |           |
| Tackles                               | 1.   | A. J. Wentland              | LB       | Leipzig Kings      | 12       | 160       |
| Tackles                               | 2.   | Zachary Blair               | LB       | Istanbul Rams      | 12       | 127       |
| Sacks                                 | 1.   | Kyle Kitchens               | DE       | Berlin Thunder     | 12       | 16,0      |
| Sacks                                 | 2.   | Alejandro Fernández         | LB       | Barcelona Dragons  | 12       | 15,5      |
| Interceptions                         | 1.   | Goran Zec                   | S        | Panthers Wrocław   | 12       | 6         |
| Interceptions                         | 2.   | William James               | S        | Leipzig Kings      | 12       | 5         |
| Interceptions                         | 2.   | Justin Rogers               | CB       | Hamburg Sea Devils | 12       | 5         |
| Interceptions                         | 2.   | Roedion Henrique            | CB       | Leipzig Kings      | 12       | 5         |
| Quelle: stats.europeanleague.football |      |                             |          |                    |          |           |

### Zuschauerzahlen
| Team               |         | Heimspiele der regulären Saison (pro Woche) | Heimspiele der regulären Saison (pro Woche) | Heimspiele der regulären Saison (pro Woche) | Heimspiele der regulären Saison (pro Woche) | Heimspiele der regulären Saison (pro Woche) | Heimspiele der regulären Saison (pro Woche) | Heimspiele der regulären Saison (pro Woche) | Heimspiele der regulären Saison (pro Woche) | Heimspiele der regulären Saison (pro Woche) | Heimspiele der regulären Saison (pro Woche) | Heimspiele der regulären Saison (pro Woche) | Heimspiele der regulären Saison (pro Woche) | Heimspiele der regulären Saison (pro Woche) | Heimspiele der regulären Saison (pro Woche) | Heimspiele der regulären Saison (pro Woche) | Heimspiele der regulären Saison (pro Woche) |        | Play-offs | Play-offs |
| Team               | Schnitt |                                             | 1                                           | 2                                           | 3                                           | 4                                           | 5                                           | 6                                           | 7                                           | 8                                           | 9                                           | 10                                          | 11                                          | 12                                          | 13                                          | 14                                          | Halbfinale                                  | Finale |           |           |
| Barcelona Dragons  | 1.026   | –                                           | –                                           | 980                                         | –                                           | 957                                         | 1.312                                       | –                                           | –                                           | 1.043                                       | –                                           | –                                           | 897                                         | –                                           | 963                                         | –                                           | 14.566                                      |        |           |           |
| Berlin Thunder     | 3.583   | –                                           | 3.404                                       | –                                           | 3.134                                       | –                                           | 3.056                                       | –                                           | –                                           | 3.364                                       | –                                           | –                                           | 4.624                                       | –                                           | 3.916                                       | –                                           | 14.566                                      |        |           |           |
| Cologne Centurions | 1.843   | 2.250                                       | 1.537                                       | –                                           | 2.530                                       | 1.580                                       | –                                           | –                                           | –                                           | –                                           | –                                           | 820                                         | –                                           | 2.341                                       | –                                           | –                                           | 14.566                                      |        |           |           |
| Frankfurt Galaxy   | 5.009   | 7.525                                       | –                                           | 3.025                                       | –                                           | –                                           | –                                           | 4.500                                       | –                                           | –                                           | –                                           | 4.600                                       | –                                           | 6.100                                       | 4.300                                       | –                                           | 14.566                                      |        |           |           |
| Hamburg Sea Devils | 3.521   | 4.936                                       | 3.447                                       | –                                           | –                                           | 4.128                                       | –                                           | –                                           | –                                           | 3.170                                       | –                                           | 2.636                                       | –                                           | 3.167                                       | –                                           | 3.158                                       | 14.566                                      |        |           |           |
| Istanbul Rams      | 435     | –                                           | –                                           | –                                           | 800                                         | –                                           | 300                                         | –                                           | 400                                         | –                                           | –                                           | 360                                         | –                                           | 300                                         | 450                                         | –                                           | 14.566                                      |        |           |           |
| Leipzig Kings      | 2.600   | –                                           | 2.250                                       | 2.400                                       | –                                           | 2.950                                       | –                                           | 3.000                                       | –                                           | 2.500                                       | –                                           | –                                           | 2.500                                       | –                                           | –                                           | –                                           | 14.566                                      |        |           |           |
| Panthers Wrocław   | 2.345   | 3.150                                       | –                                           | –                                           | 2.450                                       | –                                           | –                                           | 2.050                                       | –                                           | 1.715                                       | –                                           | 1.800                                       | –                                           | –                                           | 2.900                                       | –                                           | 14.566                                      |        |           |           |
| Raiders Tirol      | 3.692   | 3.750                                       | –                                           | 3.032                                       | –                                           | 4.686                                       | 3.376                                       | –                                           | –                                           | –                                           | –                                           | 3.415                                       | 3.891                                       | –                                           | –                                           | –                                           | 14.566                                      |        |           |           |
| Rhein Fire         | 8.755   | –                                           | –                                           | 7.895                                       | 7.583                                       | –                                           | 9.496                                       | –                                           | 7.792                                       | –                                           | –                                           | –                                           | 12.055                                      | –                                           | 7.706                                       | –                                           | 14.566                                      |        |           |           |
| Stuttgart Surge    | 2.084   | 2.690                                       | 2.100                                       | –                                           | 1.400                                       | –                                           | 2.514                                       | –                                           | –                                           | 2.000                                       | –                                           | –                                           | –                                           | 1.800                                       | –                                           | –                                           | 14.566                                      |        |           |           |
| Vienna Vikings     | 3.085   | –                                           | 3.913                                       | 2.400                                       | –                                           | 3.725                                       | –                                           | –                                           | 4.523                                       | –                                           | –                                           | –                                           | 2.028                                       | 4.104                                       | –                                           | 900                                         | 14.566                                      |        |           |           |
| Schnitt            | 3.321   | 4.051                                       | 2.776                                       | 3.289                                       | 2.983                                       | 3.005                                       | 3.343                                       | 3.184                                       | 4.239                                       | 2.299                                       | –                                           | 2.272                                       | 4.333                                       | 2.969                                       | 3.373                                       | 2.029                                       | 14.566                                      |        |           |           |
| Summe              | 249.015 | 24.301                                      | 16.651                                      | 19.732                                      | 17.897                                      | 18.026                                      | 20.054                                      | 9.550                                       | 12.715                                      | 13.792                                      | –                                           | 13.631                                      | 25.995                                      | 17.812                                      | 20.235                                      | 4.058                                       | 14.566                                      |        |           |           |

### Übertragungen in Deutschland
Als Fernsehpartner der Liga fungiert in Deutschland der Sender ProSieben MAXX, der mit dem Sport-Sendeformat ran jeden Sonntag um 15:00 Uhr das jeweilige Topspiel der Woche im Free-TV präsentiert. Darüber hinaus werden über den Online-Auftritt ran.de ein weiteres Spiel pro Woche im Livestream übertragen. Weitere Spiele werden außerdem auf More Than Sports TV gesendet.
Die folgende Tabelle listet alle auf ProSieben MAXX übertragenen Topspiele auf. Wenn möglich, werden zudem die Einschaltquoten angegeben. Die Einschaltquoten beziehen sich lediglich auf die TV-Zuschauer und bezieht diejenigen, die die Spiele im Livestream verfolgen, nicht mit ein.
Die durchschnittliche Einschaltquote des Championship Game lag mit 4,6 Prozent einen Prozentpunkt höher als im Vorjahr. In der Spitze sahen das Spiel 240.000 Menschen auf ProSieben MAXX.
| Woche | Datum      | Begegnung                              | Sender                       | Einschaltquote               |
| ----- | ---------- | -------------------------------------- | ---------------------------- | ---------------------------- |
| 1.    | 05.06.2022 | Frankfurt Galaxy - Rhein Fire          | ProSieben Maxx               | 140.000 Zuschauer (3,6 %)    |
| 2.    | 12.06.2022 | Hamburg Sea Devils - Barcelona Dragons | ProSieben Maxx               | 130.000 Zuschauer (3,6 %)    |
| 3.    | 19.06.2022 | Rhein Fire - Istanbul Rams             | ProSieben Maxx               | 250.000 Zuschauer (4,2 %)    |
| 4.    | 26.06.2022 | Berlin Thunder - Leipzig Kings         | ProSieben Maxx               |                              |
| 5.    | 03.07.2022 | Hamburg Sea Devils - Rhein Fire        | ProSieben Maxx               |                              |
| 6.    | 10.07.2022 | Berlin Thunder - Wroclaw Panthers      | ProSieben Maxx               |                              |
| 7.    | 17.07.2022 | Frankfurt Galaxy - Cologne Centurions  | ProSieben Maxx               | (3,9 %)                      |
| 8.    | 24.07.2022 | Rhein Fire - Hamburg Sea Devils        | ProSieben Maxx               | 140.000 (2,8 %)              |
| 9.    | 31.07.2022 | Berlin Thunder - Cologne Centurions    | ProSieben Maxx               | 60.000 (1,6 %)               |
| 10.   | 07.08.2022 | Bye Week - Keine Übertragung           | Bye Week - Keine Übertragung | Bye Week - Keine Übertragung |
| 11.   | 14.08.2022 | Frankfurt Galaxy - Vienna Vikings      | ProSieben Maxx               |                              |
| 12.   | 21.08.2022 | Rhein Fire - Frankfurt Galaxy          | ProSieben Maxx               | (4,0 %)                      |
| 13.   | 28.08.2022 | Frankfurt Galaxy - Tirol Raiders       | ProSieben Maxx               |                              |
| 14.   | 04.09.2022 | Berlin Thunder - Tirol Raiders         | ProSieben Maxx               |                              |
| 15.   | 10.09.2022 | Hamburg Sea Devils - Tirol Raiders     | ProSieben Maxx               |                              |
| 15.   | 11.09.2022 | Vienna Vikings - Barcelona Dragons     | ProSieben Maxx               |                              |
| 16.   | 25.09.2022 | Hamburg Sea Devils - Vienna Vikings    | ProSieben Maxx               | 240.000 (4,6 %)              |

Play-offs

### Auszeichnungen
Am 24. September 2022 fanden im My Lake Hotel in Klagenfurt die ELF Honors statt. Dabei wurden folgende Auszeichnungen vergeben:
| Titel                            | Name             | Position              | Team               |
| -------------------------------- | ---------------- | --------------------- | ------------------ |
| Man of Honor                     | Dennis Kenzler   | Offensive Lineman     | Hamburg Sea Devils |
| Most Valuable Player             | Sean Shelton     | Quarterback           | Raiders Tirol      |
| Offensive Player of the Year     | Kyle Sweet       | Wide Receiver         | Barcelona Dragons  |
| Defensive Player of the Year     | Kyle Kitchens    | Defensive End         | Berlin Thunder     |
| Special Teams Player of the Year | Eric Schlomm     | Kicker/Punter         | Hamburg Sea Devils |
| Rookie of the Year               | Marco Schneider  | Wide Receiver         | Raiders Tirol      |
| Offensive Rookie of the Year     | Anton Jallai     | Wide Receiver         | Leipzig Kings      |
| Defensive Rookie of the Year     | Atilla Işik      | Cornerback            | Istanbul Rams      |
| Coach of the Year                | Andrew Weidinger | Head Coach            | Barcelona Dragons  |
| Assistant Coach of the Year      | Kyle Callahan    | Offensive Coordinator | Raiders Tirol      |

### All Stars

#### Erstes Team
| Position                        | Athlet               | Team               |    | Position            | Athlet               | Team           |
| ------------------------------- | -------------------- | ------------------ | -- | ------------------- | -------------------- | -------------- |
| Offense                         |                      |                    |    |                     |                      |                |
| QB                              | Sean Shelton         | Raiders Tirol      |    | TE                  | Adrià Botella Moreno | Vienna Vikings |
| RB                              | Glen Toonga          | Hamburg Sea Devils | OT | Michael Habetin     | Raiders Tirol        |                |
| FB                              | Patrick Poetsch      | Rhein Fire         | OT | Sven Breidenbach    | Rhein Fire           |                |
| WR                              | Kyle Sweet           | Barcelona Dragons  | OG | Lewis Thomas        | Hamburg Sea Devils   |                |
| WR                              | Robin Wilzeck        | Berlin Thunder     | OG | Niklas Johansson    | Vienna Vikings       |                |
| WR                              | Nathaniel Robitaille | Rhein Fire         | C  | Joachim Christensen | Frankfurt Galaxy     |                |
| Defense                         |                      |                    |    |                     |                      |                |
| DT                              | Tim Hänni            | Hamburg Sea Devils |    | LB                  | Thomas Schnurrer     | Vienna Vikings |
| DT                              | Aslan Zetterberg     | Leipzig Kings      | CB | Karim Ben El Ghali  | Frankfurt Galaxy     |                |
| Edge                            | Kyle Kitchens        | Berlin Thunder     | CB | Justin Rogers       | Hamburg Sea Devils   |                |
| Edge                            | Alejandro Fernández  | Barcelona Dragons  | S  | Kevin Fortes        | Hamburg Sea Devils   |                |
| LB                              | A. J. Wentland       | Leipzig Kings      | S  | Omari Williams      | Rhein Fire           |                |
| LB                              | Zachary Blair        | Istanbul Rams      |    |                     |                      |                |
| Special Teams                   |                      |                    |    |                     |                      |                |
| K                               | Jonas Schenderlein   | Berlin Thunder     |    | RS                  | C. J. Okpalobi       | Raiders Tirol  |
| P                               | Eric Schlomm         | Hamburg Sea Devils |    |                     |                      |                |
| Quelle: europeanleague.football |                      |                    |    |                     |                      |                |

#### Zweites Team
| Position                        | Athlet              | Team               |    | Position             | Athlet             | Team             |
| ------------------------------- | ------------------- | ------------------ | -- | -------------------- | ------------------ | ---------------- |
| Offense                         |                     |                    |    |                      |                    |                  |
| QB                              | Zach Edwards        | Barcelona Dragons  |    | TE                   | Nicolai Schumann   | Berlin Thunder   |
| RB                              | Jocques Crawford    | Berlin Thunder     | OT | Tobias Rodlauer      | Berlin Thunder     |                  |
| FB                              | León Helm           | Frankfurt Galaxy   | OT | Aleksandar Milanovic | Vienna Vikings     |                  |
| WR                              | Quinten Pounds      | Cologne Centurions | OG | Sven Fischer         | Frankfurt Galaxy   |                  |
| WR                              | Jordan Bouah        | Vienna Vikings     | OG | Alper Peközer        | Berlin Thunder     |                  |
| WR                              | Malik Stanley       | Panthers Wrocław   | C  | David Weinstock      | Hamburg Sea Devils |                  |
| Defense                         |                     |                    |    |                      |                    |                  |
| DT                              | Niklas Gustav       | Raiders Tirol      |    | LB                   | Maxime Rouyer      | Panthers Wrocław |
| DT                              | Christian van Horn  | Rhein Fire         | CB | Moritz Thiele        | Berlin Thunder     |                  |
| Edge                            | Kasim Edebali       | Hamburg Sea Devils | CB | Benjamin Straight    | Vienna Vikings     |                  |
| Edge                            | Michael Sam         | Barcelona Dragons  | S  | Goran Zec            | Panthers Wrocław   |                  |
| LB                              | David Izinyon       | Berlin Thunder     | S  | Luis Horvath         | Vienna Vikings     |                  |
| LB                              | Precious Ogbevoen   | Stuttgart Surge    |    |                      |                    |                  |
| Special Teams                   |                     |                    |    |                      |                    |                  |
| K                               | Ryan Rimmler        | Frankfurt Galaxy   |    | RS                   | Darius Robinson    | Panthers Wrocław |
| P                               | Maximilian Eisenhut | Rhein Fire         |    |                      |                    |                  |
| Quelle: europeanleague.football |                     |                    |    |                      |                    |                  |